# 1795 dans le catholicisme
Chronologie du catholicisme
- 1791
- 1792
- 1793
- 1794
- 1795
- 1796
- 1797
- 1798
- 1799

Cet article présente les faits marquants de l'année 1795 dans le catholicisme.

## Évènements
- 26 octobre : La Convention nationale décide de revenir aux lois de 1792 et 1793 qui prévoient l'emprisonnement et la déportation contre les prêtres réfractaires.

## Naissances
- 31 janvier : Gabriele Ferretti, cardinal italien de la Curie († 13 septembre 1860)
- 8 février : Pierre-Jean Beckx, prêtre jésuite belge, supérieur général de la Compagnie de Jésus († 4 mars 1887)
- 14 février : Patrick Phelan, prélat et missionnaire irlandais, évêque de Kingston († 6 juin 1857)
- 22 février : Giuseppe Marchi, prêtre jésuite, antiquaire et archéologue italien († 10 février 1860)
- 14 mars : Carlo Bartolomeo Romilli, prélat italien, archevêque de Milan († 7 mai 1859)
- 24 mars : Josef von Lipp, prélat allemand, évêque de Rottenburg († 3 mai 1869)
- 3 avril : Jacques Van de Velde, prélat jésuite et missionnaire belge, évêque de Chicago († 13 novembre 1855)
- 9 avril : Jacques Chevray, prêtre et homme politique savoyard († 23 mai 1860)
- 21 avril : Saint Vincent Pallotti, prêtre italien, fondateur des Pallottins et des Sœurs de l'apostolat catholique († 22 janvier 1850)
- 28 avril : Pierre-Joseph de Preux, prélat suisse, évêque de Sion († 15 juillet 1875)
- 29 avril : Henri-Ambroise Bernier, prêtre et polémiste français († 12 juin 1859)
- 15 mai : Martin de Bervanger, prêtre français, fondateur de l’Œuvre de Saint-Nicolas († 30 décembre 1864)
- 17 mai : Celestino Cavedoni, prêtre, numismate et archéologue italien († 26 novembre 1865)
- 18 mai : Abbé Hamon, prêtre sulpicien et auteur français († 18 septembre 1874)
- 19 mai : Mellon Jolly, prélat français, archevêque de Sens-Auxerre († 22 avril 1872)
- 23 juin : Giovanni Brunelli, cardinal italien de la Curie († 22 février 1861)
- 28 juin : Jean-Antoine Gal, religieux, historien et archéologue italien († 17 décembre 1867)
- 5 juillet : François Labelle, prêtre sulpicien et pédagogue canadien († 1er mars 1865)
- 31 juillet : Giacomo Piccolomini, cardinal italien de la Curie († 17 août 1861)
- 17 août : Pierre-Louis Parisis, prélat français, évêque d'Arras († 5 mars 1866)
- 28 août : Bienheureux Jean Merlini, prêtre et prédicateur italien, supérieur des Missionnaires du Précieux-Sang († 12 janvier 1873)
- 1er septembre : Ferdinand François Châtel, prêtre schismatique français, fondateur de l'Église catholique française († 13 février 1857)
- 3 septembre : François-Norbert Blanchet, prélat et missionnaire canadien, premier archevêque d'Oregon City († 18 juin 1883)
- 7 septembre : Michel Portier, prélat et missionnaire français, premier évêque de Mobile († 14 mai 1859)
- 8 septembre : Louis Blanquart de Bailleul, prélat français, archevêque de Rouen († 30 décembre 1868)
- 15 septembre : Charles-Frédéric Rousselet, prélat français, évêque de Séez († 1er décembre 1881)
- 7 octobre : Jean-Philippe-Auguste Lalanne, prêtre et éducateur français († 27 mai 1879)
- 15 octobre : Prospero Caterini, cardinal italien de la Curie († 28 octobre 1881)
- 24 octobre : Giuseppe Bofondi, cardinal italien de la Curie († 2 décembre 1867)
- 16 novembre : Ferdinand-François-Auguste Donnet, cardinal français, archevêque de Bordeaux († 23 décembre 1882)
- 1er décembre : Xavier de Ravignan, prêtre jésuite, écrivain et prédicateur français († 26 février 1858)
- 6 décembre : Henri Congnet, prêtre et historien français († 5 juillet 1870)
- 28 décembre : François Nicolas Madeleine Morlot, cardinal français, archevêque de Paris († 29 décembre 1862)
- Date précise inconnue : Saint André Dũng-Lạc, prêtre vietnamien, martyr († 21 décembre 1839)

## Décès
- 18 janvier : Andrea Corsini, cardinal italien de la Curie (° 11 juin 1735)
- 29 janvier : Ferdinand-Marie de Lobkowitz, prélat autrichien, évêque de Gand (° 18 décembre 1726)
- 14 février : Franz Ludwig von Erthal, prélat allemand, prince-évêque de Wurtzbourg et de Bamberg (° 16 septembre 1730)
- 18 février : Filippo Campanelli, cardinal italien de la Curie (° 1er mai 1739)
- 23 février : Bienheureux Nicolas Tabouillot, prêtre réfractaire français, martyr de la Révolution (° 16 février 1745)
- 3 mars : Dominique de Lastic de Fournels, prélat réfractaire et homme politique français, dernier évêque de Couserans (° 16 octobre 1742)
- 3 avril : Jean-Claude Peyrot, prêtre et écrivain français de langue occitane (° 3 septembre 1709)
- 5 avril : Hugues Pelletier, prélat français, évêque constitutionnel de Maine-et-Loire (° 26 janvier 1729)
- 30 avril : Jean-Jacques Barthélemy, prêtre, numismate, archéologue, homme de lettres et académicien français (° 20 janvier 1716)
- 1er mai : Thomas Ellerker, prêtre jésuite, enseignant et théologien anglais (° 21 septembre 1738)
- 8 mai : Joachim François Mamert de Conzié, prélat réfractaire et homme politique français, archevêque de Tours (° 20 mars 1738)
- 12 juin : Joseph de Martinet, moine chartreux réfractaire français (° 20 décembre 1750)
- 20 juin : Paul Ayroles, prêtre réfractaire et homme politique français, mort en prison (° 1731)
- 29 juin : Kalatay Ferenc, prélat hongrois, évêque d'Oradea Mare (° 1er octobre 1722)
- 7 juillet : Johann Eberhard Jungblut, prêtre luxembourgeois, diffuseur de la pomme de terre (° 18 octobre 1722)
- 12 juillet : Blaise Bégon, prêtre réfractaire et homme politique français (° 7 juillet 1737)
- 28 juillet : Urbain-René de Hercé, prélat réfractaire français, dernier évêque de Dol, exécuté (° 2 février 1726)
- 21 août : Joseph Franz Anton von Auersperg, cardinal autrichien, prince-évêque de Passau (° 31 janvier 1734)
- 27 septembre : Claude Germain Rousselot, prêtre et homme politique français (° 17 juillet 1723)
- 29 septembre : Catalina de Jesús Herrera, religieuse et autrice équatorienne (° 22 août 1717)
- 10 octobre : Francesco Antonio Zaccaria, prêtre jésuite, théologien, historien et écrivain italien (° 27 mars 1714)
- 21 novembre : Guglielmo Pallotta, cardinal italien de la Curie (° 13 novembre 1727)
- 26 novembre : Nicola Spedalieri, prêtre et philosophe italien (° 6 décembre 1740)
- 30 novembre : Barthélémy-Joseph de Villeneuve-Bargemon, prêtre réfractaire et homme politique français (° 6 juin 1720)
- 4 décembre : Paolo Francesco Antamori, cardinal italien, évêque d'Orvieto (° 14 novembre 1712)
- 18 décembre : Fernando Spinelli, cardinal italien de la Curie (° 9 novembre 1728)
- 21 décembre : Charles François Perrotin de Barmond, prêtre réfractaire et homme politique français (° 23 février 1759)
- Date précise inconnue : 
  - Louis-Henri de Bruyère de Chalabre, prélat réfractaire français, dernier évêque de Saint-Pons-de-Thomières (° 12 mars 1731)
  - Jean-Pierre Cotelle de La Blandinière, prêtre réfractaire et théologien français (° 1709)
  - Ignaz Neubauer, prêtre jésuite, théologie et enseignant allemand (° 12 février 1726)